# Echinoclathria atlantica
Echinoclathria atlantica är en svampdjursart som beskrevs av Sarà 1978. Echinoclathria atlantica ingår i släktet Echinoclathria och familjen Microcionidae.
Artens utbredningsområde är havet utanför Chile. Inga underarter finns listade i Catalogue of Life.